# Paroecanthus desumptus
Paroecanthus desumptus är en insektsart som beskrevs av Otte, D. 2006. Paroecanthus desumptus ingår i släktet Paroecanthus och familjen syrsor. Inga underarter finns listade i Catalogue of Life.